# Eduard Ribera Pujol
Eduard Ribera Pujol (Balaguer, 2 de noviembre de 1965) estudió filología catalana en la Universidad de Barcelona (Estudi General de Lleida) y se ha dedicado a la gestión cultural, formando parte de la organización de la Feria de Tárrega. Se dio a conocer en la literatura con La casa per la finestra (1988), con el que ganó el Premi Ciutat de Balaguer de Narrativa en 1987. Su obra se centra principalmente en la narrativa breve, aunque también se dedica a la poesía, los guiones audiovisuales y al articulismo periodístico, que ha publicado en distintos medios (Ressò de Ponent, Barri-10, La Bultra, Jazzology, Paper de Vidre, Núvol, Ara, La Mañana). Desde 2005 mantiene el blog L'Escriptori, que mereció el Premi Vila de Martorell 2009.

## Obras

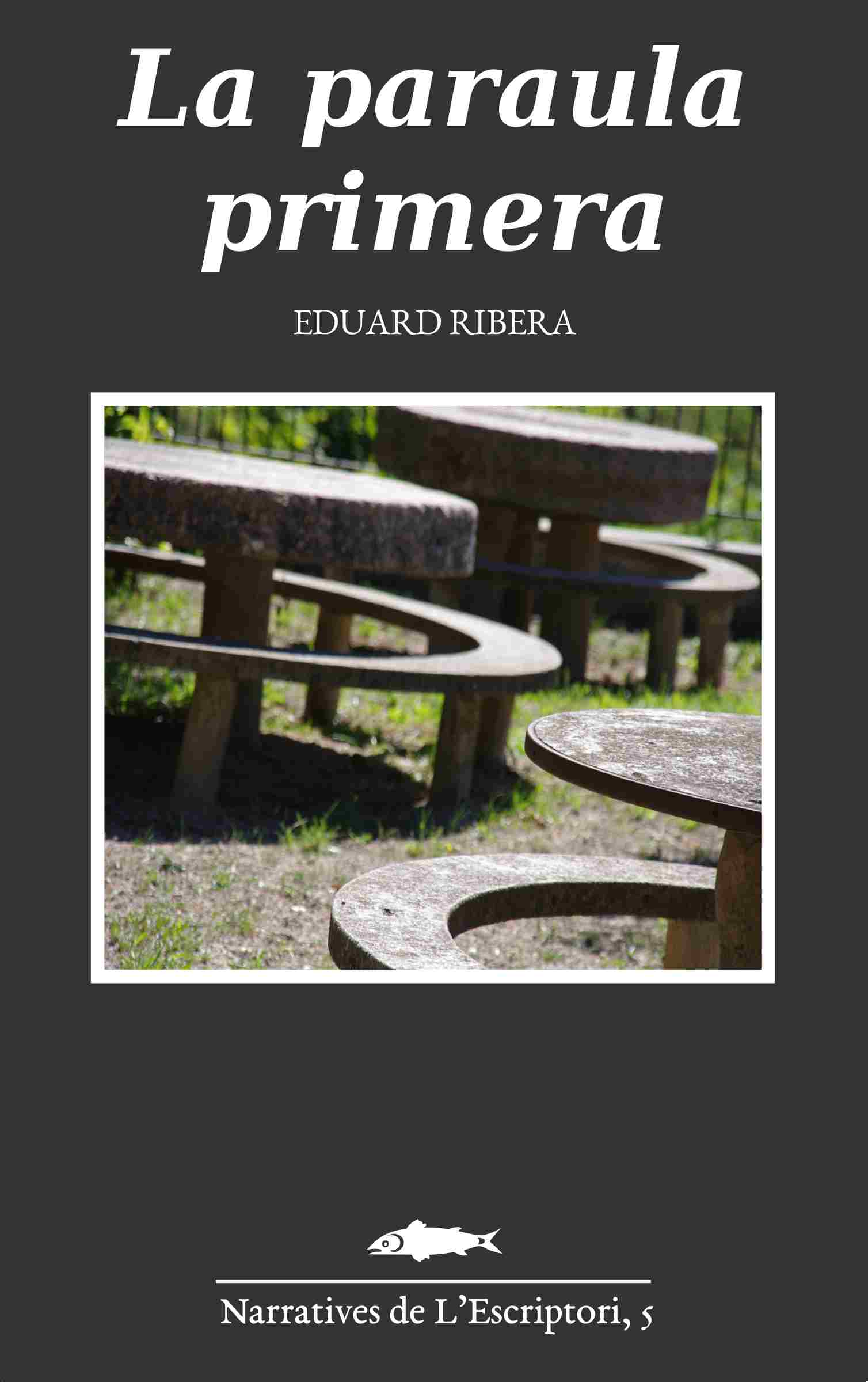
La paraula primera, 2017.

- 1988: La casa per la finestra, Balaguer: Ajuntament de Balaguer. Depósito legal: L-280-1988
- 1995: El mite de la darrera llàgrima, Balaguer: La Impremta. Depósito legal: L-524-1995
- 1996: Oficis específics, Alcoletge: Editorial Ribera & Rius ISBN 84-89426-14-7
- 2011: A que no | 99 exercicis d'estil, Lérida: Pagès Editors ISBN 978-84-9975-125-2
- 2012: La vida assisida, Lérida: Pagès Editors ISBN 978-84-9975-183-2
- 2016: De memòria. CreateSpace Independent Publishing Platform. Amazon. ISBN 978-1539371311[1]
- 2017: La paraula primera. CreateSpace Independent Publishing Platform. Amazon. ISBN 978-1979533447
- 2020: El peix que volia ser home. Narratives de L'Escriptori, 6. Amazon. ISBN 979-8645897284

Libros colectivos
- 2000: Alt risc. Tretze contes d'humor negre, Barcelona: Editorial Laertes ISBN 84-7584-418-9
- 2003: Fira, festa, festival. Evolució d'un concepte, Lérida: Universidad de Lérida ISBN 84-8409-973-3[2]
- 2008: La catosfera literària 08, Valls: Cossetània Edicions ISBN 978-84-9791-370-6
- 2012: Escata de drac. Lérida: Institut Municipal d'Acció Cultural. Depósito legal: L-401-2012
- 2013: Confitura de figa i altres contes. Premi Núvol de contes 2012
- 2018: Camins de mar i de sorra. Asociación Lleida pels Refugiats ISBN 978-84-09-07004-6
- 2019: Bones confitures. Témenos Edicions ISBN 978-84-949897-1-1

Guiones
- 1998: Les vacances de l'avi Sinofós, emitido en COM Ràdio en agosto de 1998
- 2002: La muntanya és font de vida Barcelona: Generalidad de Cataluña Depósito legal L-1360-2002
- 2008: Gags inanimats. Serie animada emitida en Lleida TV en agosto de 2008
- 2012: «Converses a la dutxa», para el espectáculo teatral Ferro colat de Josep Rodri

Traducciones al catalán
- 2018: El niu. Del espectáculo teatral Le nid, de la compañía francesa Adhok, versión estrenada en Tàrrega el 7 de septiembre de 2018

## Premios
- 1987 Premio Ciutat de Balaguer de Narrativa por La casa per la finestra
- 2009 Premio Vila de Martorell al Mejor Blog por L'Escriptori
- 2009 Mención especial del Jurado en el Premio Homilia de la vila d'Organyà, por la narración «Darrere el finestral»
- 2009 Premio Lleida de Narrativa, por el proyecto de creación de A que no | 99 exercicis d'estil [3]
- 2011 Premio de Novela Breve Ciutat de Mollerussa por La vida assistida [4]
- 2012 Premio Núvol de relato corto por la narración «Confitura de figa» [5]